# Ruud Engelander
Ruud Engelander (Den Haag, 1940) is een Nederlands dramaturg.
Engelander studeerde Nederlands. In 1969 leverde hij de vertaling voor het hoorspel De inktvis voor de VPRO. Het hoorspel van de Japanse Ryuta Sato kreeg in 1971 een herhaling in België. Hij was betrokken bij het Mickerytheater in Amsterdam. Hij was vanaf 1981 hoofd afdeling Internationale Zaken van het Nederlands Theater Instituut, later Theater Instituut Nederland geheten. In die hoedanigheid probeerde hij een kunstuitwisseling met de Verenigde Staten van de grond te krijgen. Hij zal echter bij de Nederlanders het bekendst zijn door zijn teksten die hij schreef voor en met Boudewijn de Groot en Rob de Nijs. De Groots comebackhit uit de jaren zeventig Jimmy is mede van zijn hand.
Hij werkte samen met Rob van Gaal mee aan de drie jaarboeken van het Nederlands Theater 1996/1997, 1997/1998 en 1998/1999. In 2003 zat hij in de jury voor toekenning van het Charlotte Köhler Stipendium, vernoemd naar en ter beschikking gesteld door Charlotte Köhler.

## Toneelstukken
- 1974/1975: Dracula van Pip Simmons voor Toneelraad Rotterdam
- 1977: Het koninkrijk; een musicalachtige voorstelling in de regie van Leonard Frank en muziek van Willem Breuker voor Toneelgroep Baal.
- 1978/1979: De hypochonders, origineel van Botho Strauss voor Leonard Frank/Toneelgroep Baal o.a. in het Shaffy Theater
- 1979/1980: George Sand van Mia Meijer, voor Lodewijk de Boer/Toneelgroep Baal
- 1979/1980: Nekrassov van Jean-Paul Sartre voor Rudolf Lucieer/Toneelgroep Baal
- 1980/1981: Het jachtgezelschap van Thomas Bernhard voor Lodewijk de Boer/Toneelgroep Baal
- 1980/1981: Anarchie in de Sillian van Arnolt Bronnen voor Leonard Frank/Toneelgroep Baal; tevens De wereldverbeteraar van Thomas Bernhard
- 1980/1981: Voor het pensioen van Thomas Bernhard voor Leonard Frank/Toneelgroep Baal
- 1981/1982: De zelfmoordenaar van Nikolaj Erdman voor Leonard Frank/Tonnelgroep Baal